# Offense au chef de l'État
Pour les articles homonymes, voir Outrage.
L’offense au chef de l'État est un délit en droit français, régi par l'article 26 de la loi du 29 juillet 1881 sur la liberté de la presse.
Peu poursuivi pénalement, ce délit a été abrogé le 5 août 2013 à la suite d'une décision de la Cour européenne des droits de l'homme.

## Création
Le délit d'offense au président de la République est inscrit dans l'article 26 de la loi du 29 juillet 1881 sur la liberté de la presse. Elle fait partie des « délits contre la chose publique » alors que la diffamation et l'injure font partie des « délits contre les personnes »

## Peines encourues
Initialement puni de trois mois à un an d'emprisonnement ou de 300 à 300 000 francs français d'amende, les peines planchers ont été supprimées par la loi du 16 décembre 1992, puis la loi du 15 juin 2000 a supprimé la peine de prison pour ne laisser subsister que l'amende, qui a ensuite été convertie à 45 000 € par l'ordonnance du 19 septembre 2000.

## Application
Le délit n'a été utilisé que pour six procès entre 1881 et 1946, sous la Troisième République, et que pour deux affaires sous la Quatrième République.
Lors du passage à la Cinquième République, le président prend un rôle plus important dans la politique nationale. Le délit d'offense reste applicable. Les circonstances politiques sont marquées par la guerre d'Algérie ; un des premiers procès pour offense a concerné un soldat, jeune parachutiste, qui, en février 1959, dans le métro parisien, s’était exclamé : « le général de Gaulle préfère libérer les fellagas et poursuivre les patriotes et les libérer que de laisser tranquilles les vrais Français ». Des personnalités d’extrême droite comme Jean-Louis Tixier-Vignancour, Jacques Isorni ou Pierre Boutang sont également condamnés pour offense. Le nombre de procès intentés sous le général de Gaulle est relativement incertain : différentes sources valables les évaluent à plus ou moins d'une centaine. Pour certaines affaires, la Chancellerie transmet au secrétariat général de la présidence de la République des extraits, ou parfois l’intégralité, du réquisitoire du procureur de la République, ce sont les plus hautes autorités de l’État qui décident s’il faut ou non poursuivre les auteurs d’offenses présumées au président de la République.
Le délit a été défini de manière constante comme « toute expression offensante ou de mépris, toute imputation diffamatoire qui, à l'occasion tant de l'exercice de la première magistrature de l'État que de la vie privée du président de la République antérieure à son élection, sont de nature à l'atteindre dans son honneur ou dans sa dignité ».
L'offense peut se trouver constituée par des écrits ou des paroles dès lors qu'ils sont publics, mais également par un dessin ou un photomontage. Les mobiles du délit étant indifférents, une condamnation peut être prononcée à raison d'une controverse politique, voire d'une simple critique historique.
Georges Pompidou n'a intenté qu'un seul procès. Le délit n'a entraîné aucune poursuite sous les présidences successives de Valéry Giscard d'Estaing, François Mitterrand et Jacques Chirac qui ont refusé d'y avoir recours.

## Arrêt de la CEDH et abrogation
Plusieurs propositions de loi visant à l’abrogation du délit sont présentées,,.
Le 28 août 2008, Hervé Eon, lors de la visite du président de la République à Laval, brandit un écriteau sur lequel était inscrite la phrase « casse toi pov’con », en référence à une phrase ayant été prononcée par Nicolas Sarkozy quelques mois auparavant. Hervé Eon est interpellé, puis condamné, et la peine est confirmée par la cour d'appel d'Angers en 2009. Hervé Eon saisit alors la Cour de cassation, puis la Cour européenne des droits de l'homme, qui rend son arrêt le 14 mars 2013. La juridiction ne se prononce pas sur le délit en lui-même, mais considère que « sanctionner pénalement des comportements comme celui qu’a eu le requérant en l’espèce est susceptible d’avoir un effet dissuasif sur les interventions satiriques concernant des sujets de société qui peuvent elles aussi jouer un rôle très important dans le libre débat des questions d’intérêt général sans lequel il n’est pas de société démocratique ».
Afin d'adapter la législation française à cet arrêt, le délit d'offense au chef de l'État est supprimé par la loi du 5 août 2013 portant diverses dispositions d'adaptation dans le domaine de la justice en application du droit de l'Union européenne et des engagements internationaux de la France. Le président peut alors défendre ses droits de plusieurs manières :
- diffamation « envers le président de la République, un ou plusieurs membres du ministère, un ou plusieurs membres de l'une ou de l'autre Chambre, un fonctionnaire public, un dépositaire ou agent de l'autorité publique, un ministre de l'un des cultes salariés par l'État, un citoyen chargé d'un service ou d'un mandat public temporaire ou permanent, un juré ou un témoin, à raison de sa déposition. », punie d'une amende de 45 000 € (article 31 de la loi du 29 juillet 1881 modifiée) ;
- injure publique, délit de droit commun, puni d’une amende de 12 000 € (article 33 de la loi du 29 juillet 1881 modifiée) ;
- par ailleurs, pourront être engagées des poursuites pour outrage à l’encontre d’une personne dépositaire de l’autorité publique, infraction qui est punie d'un an d’emprisonnement et de 15 000 € d’amende, en application de l’article 433-5 du code pénal[12].

## Jurisprudence post-abrogation du délit spécifique

### Mouvement des Gilets jaunes
Le 21 décembre 2018, au début du mouvement des Gilets jaunes, trois Charentais ont organisé un simulacre de procès d'Emmanuel Macron, le jour de son anniversaire. Un épouvantail à l'effigie du chef de l’État avait été condamné à mort, puis finalement brûlé. Ils ont été poursuivis pour « outrage à une personne dépositaire de l'autorité publique » et « provocation non suivie d'effet au crime ». L'affaire a abouti le 27 décembre 2019 à une ordonnance de non-lieu en faveur des trois accusés, le juge d'instruction estimant que « ce procès fictif constituait une parodie grossière de tribunal visant à critiquer l'action du chef de l’État, n'ayant pas vocation à être prise au sérieux ».

### Pandémie de Covid-19
En pleine pandémie de Covid-19, un ancien publicitaire varois a fait installer, le 19 juillet 2021, une affiche d'Emmanuel Macron représenté sous les traits d’Adolf Hitler, accompagnée du slogan : « Obéis, fais-toi vacciner ». Poursuivi pour injure publique, il a été condamné le vendredi 17 septembre 2021 à 10 000 euros d'amende. Il a fait appel de la décision.

### Réforme des retraites de 2023
Dans le cadre de la mobilisation contre la réforme des retraites de 2023, un instituteur a été interpellé pour avoir grimé et traîné voire piétiné une effigie du président Macron lors des manifestations contre cette réforme. Il a été placé 7 heures en garde à vue, à la grande indignation de la FSU.
Également, une femme de 56 ans habitant dans le Pas-de-Calais a fait une publication Facebook qualifiant Emmanuel Macron « d’ordure ». Le vendredi 24 mars, elle est interpellée à son domicile, placée 9 heures en garde à vue et poursuivie pour « injure publique envers le Président de la République par parole, écrit image ou moyen de communication par voix électroniques ». Selon différents juristes, la garde à vue est illégale et abusive (il n'est légalement possible de placer quelqu’un en garde à vue que pour des faits passibles d’une peine d'emprisonnement), et les poursuites ne respectent pas la loi en se fondant sur une plainte qui n’est pas recevable (c'est la victime qui porte plainte or le président de la République n'a pas porté plainte). En effet, le tribunal correctionnel de Saint-Omer (Pas-de-Calais) a décidé d’annuler la procédure en juillet 2023.

## Délits contre les chefs d'État et agents diplomatiques étrangers
La loi du 29 juillet 1881 prévoit également, dans son article 36, un délit d'offense commise publiquement envers les chefs d'État étrangers, les chefs de gouvernements étrangers et les ministres des Affaires étrangères d'un gouvernement étranger. Ce délit est supprimé par l'article 52 de la loi portant sur l'adaptation de la justice aux évolutions de la criminalité du 9 mars 2004, à la suite d'une condamnation de la France par un arrêt du 25 juin 2002 devant la Cour européenne des droits de l'homme (affaire Colombani et autres contre France). La 17e chambre du tribunal de grande instance de Paris avait déjà déclaré ce délit contraire à l'article 10 de la Convention européenne des droits de l'homme défendant le droit à la liberté d'expression, constatant par conséquent sa désuétude (en), et déboutant les chefs d'État Idriss Déby, Denis Sassou-Nguesso et Omar Bongo, à l'occasion de la sortie du livre Noir silence. Qui arrêtera la Françafrique ?,,.
L'article 37 sur l'outrage commis publiquement envers les ambassadeurs et ministres plénipotentiaires, envoyés, chargés d'affaires ou autres agents diplomatiques accrédités près du gouvernement de la République, est toujours en vigueur en 2020, et est puni d'une amende de 45 000 €.